# Selectief mutisme
Selectief mutisme is een psychische aandoening die zich kenmerkt door het niet "kunnen" (of durven) praten in bepaalde sociale situaties.
Mensen met deze aandoening zijn wel in staat te spreken en hebben een normaal begrip van de taal, maar spreken niet in bepaalde sociale situaties terwijl dat wel wordt verwacht. Bij kinderen kan het voorkomen dat het kind op school lange perioden niet spreekt, terwijl het zich thuis verbaal wel normaal gedraagt. De zwijgzaamheid kan ook optreden als er vreemden in de buurt zijn. De stoornis komt voor bij zowel kinderen als volwassenen.
In de DSM-IV was de aandoening ingedeeld bij de ontwikkelingsstoornissen. In de DSM-5 is het echter opnieuw ingedeeld onder de angststoornissen, omdat deze stoornis voortkomt uit een angstreactie en doorgaans niet aangeboren is.

## Kenmerken
Selectief mutisme wordt gezien als een zelfstandig verschijnsel en niet als een vorm van communicatiestoornis. De meeste mensen met selectief mutisme communiceren non-verbaal normaal. Bij diagnose moet worden uitgesloten dat de aandoening een symptoom is van een andere aandoening, zoals autisme of schizofrenie.
Iemand met selectief mutisme vertoont meestal de volgende kenmerken:
- Consistente moeite te spreken in situaties waarin dit verwacht wordt, terwijl in andere situaties wel gesproken kan worden
- Het niet spreken hindert de sociale en educatieve ontwikkeling
- Het niet spreken duurt minimaal een maand
- Het niet spreken is niet te wijden aan het niet voldoende kennis hebben van de gesproken taal

Kinderen met selectief mutisme vertonen vaak een overmatige afhankelijkheid van een van de ouders.

## Oorzaken
Er zijn een aantal mogelijke oorzaken van selectief mutisme:
- Een angst voor sociale situaties
- Een trauma, waardoor het individu stopt met praten

## Behandeling
Behandeling bestaat meestal uit gedragstherapie, eventueel gecombineerd met anxiolytica en/of SSRIs.
Bij gedragstherapie wordt het individu blootgesteld aan situaties waarbij spreken nog wel lukt, waarna de grens langzaam wordt verlegd naar situaties die het moeilijker maken om te spreken. Bij kinderen begint de gedragstherapie vaak in de vorm van een spelletje.

## Prognose
Indien een behandeling vroegtijdig wordt ingezet, zijn de vooruitzichten meestal goed en verdwijnen de klachten uiteindelijk grotendeels of volledig. De aandoening laat zich echter moeilijker behandelen als de persoon met selectief mutisme ouder is of de klachten bij aanvang van de behandeling zeer ernstig waren.